# Kotjerinovo
Kotjerinovo (bulgariska: Кочериново) är en ort i Bulgarien.   Den ligger i kommunen Obsjtina Kotjerinovo och regionen Kjustendil, i den västra delen av landet, 70 km söder om huvudstaden Sofia. Kotjerinovo ligger 410 meter över havet och antalet invånare är 2 872.
Terrängen runt Kotjerinovo är huvudsakligen kuperad, men den allra närmaste omgivningen är platt. Närmaste större samhälle är Gorna Dzjumaja, 7,9 km söder om Kotjerinovo.
Omgivningarna runt Kotjerinovo är en mosaik av jordbruksmark och naturlig växtlighet. Runt Kotjerinovo är det ganska tätbefolkat, med 93 invånare per kvadratkilometer.